# Línea 318 (Buenos Aires)
La línea 318 es una línea de colectivos de la Provincia de Buenos Aires. Une el Puente de la Noria con Claypole, Monte Grande y Villa Albertina.
La línea es operada por la empresa Micro Ómnibus Mitre S.A.

## Ramales
La línea 318 cuenta con 4 ramales que unen Puente La Noria con diferentes puntos del sur del conurbano bonaerense.

### Ramal A (Adrogué)
Une Puente de la Noria con Claypole por el siguiente recorrido.
- Colectora de Camino Negro
- Gral. Martín Rodríguez
- Florentino Ameghino
- Gabriela Mistral
- Av. Gral. Hornos
- Av. Presbítero Uriarte
- Av. Hipólito Yrigoyen
- Pereyra Lucena
- Manuel Castro
- Portela
- Acevedo
- Sixto Fernández
- Av. Meeks
- Mariano Moreno
- Coronel Dorrego
- Pichincha
- Av. Hipólito Yrigoyen
- Combatientes de Malvinas
- Gral. Soler
- Pino
- Av. Hipólito Yrigoyen
- Thomas Nother
- Nicolás Avellaneda
- Francisco Seguí
- Somallera
- Leonardo Rosales
- Av. Espora
- Bartolomé Cerreti
- Diagonal J. B. Toll y Bernadet
- Jorge
- Juan José Castelli
- Av. Gral San Martín
- Amelia Le Mehaut de Angonelli
- Presidente Juan Domingo Perón
- Amelia Le Mehaut de Angonelli
- Humberto Primo
- Pedro Coyena
- Av. Monteverde
- Figueroa
- Manuel Araujo
- Río Diamante
- Río Caracarañá
- Av. Eva Perón
- Av. Lacaze
- Juan José Paso
- Aristóbulo del Valle
- Fray Mamerto Esquiú
- Remedios de Escalada

### Ramal B (Burzaco)
Une Puente de la Noria con Claypole por el siguiente recorrido.
- Colectora de Camino Negro
- Gral. Martín Rodríguez
- Florentino Ameghino
- Gabriela Mistral
- Av. Gral. Hornos
- Av. Presbítero Uriarte
- Av. Hipólito Yrigoyen
- Pereyra Lucena
- Manuel Castro
- Portela
- Acevedo
- Sixto Fernández
- Av. Meeks
- Mariano Moreno
- Coronel Dorrego
- Pichincha
- Av. Hipólito Yrigoyen
- Av. Antártida Argentina
- Tupac Amarú
- Gibson
- Bulevar Polonia
- Inca
- Bahía Blanca
- Mercedes
- Wilde
- Guatanbú
- Juan Larrea
- Av. Monteverde
- Av. Hipólito Yrigoyen
- Adolfo Alsina
- Roca
- 9 de Julio
- Carlos Pellegrini
- Ricardo Rojas
- Av. Espora
- Av. Monteverde
- Figueroa
- Manuel Araujo
- Río Diamante
- Río Caracarañá
- Av. Eva Perón
- Av. Lacaze
- Juan José Paso
- Aristóbulo del Valle
- Fray Mamerto Esquiú
- Remedios de Escalada

### Ramal Monte Grande (Por Segui)
Une Puente de la Noria con Monte Grande por el siguiente recorrido.
- Colectora de Camino Negro
- Gral. Martín Rodríguez
- Florentino Ameghino
- Gabriela Mistral
- Av. Gral. Hornos
- Av. Presbítero Uriarte
- Av. Hipólito Yrigoyen
- Pereyra Lucena
- Manuel Castro
- Portela
- Acevedo
- Sixto Fernández
- Av. Meeks
- Mariano Moreno
- Coronel Dorrego
- Pichincha
- Av. Hipólito Yrigoyen
- Pino
- Gral. Soler
- Capitán de Fragata Moyano
- Leandro N. Alem
- Pehuajó

### Ramal Virgilio
Une Puente de La Noria con Villa Albertina por las siguientes calles.
- Colectora de Camino Negro
- Gral. Martín Rodríguez

### Ramal Turdera
Este ramal une el centro de Lomas de Zamora con Turdera por medio del siguiente recorrido.
- Italia
- Sixto Fernández
- Av. Meeks
- Mariano Moreno
- Coronel Dorrego
- Pichincha
- Av. Hipólito Yrigoyen
- Suipacha
- San Rafael
- Reconquista
- San Lorenzo
- Suipacha
- Av. Puig Lomez
- Camarlinghi
- Riego y Núñez
- San Joaquín
- Guido y Spano
- San Raimundo
- Av. Puig Lomez
- fray mamerto esquiu

### Ramal Monte Grande (Por Alvear)
Este ramal une la Estación Adrogué con Monte Grande por medio de las siguientes calles.
- Intendente Doctor Martín González
- Presidente Uriburu
- Francisco Seguí
- Nicolás Avellaneda
- Tomás Nother
- Av. Hipólito Yrigoyen
- Combatientes de Malvinas
- Gral. Soler
- Capitán de Fragata Moyano
- Av. Pedro Suárez
- Gral. Carlos Alvear

## Lugares de interés
Algunos de los lugares de interés por los que la línea 318 pasa son:
- Puente de la Noria
- Terminal de Ómnibus de La Noria
- Arroyo del Rey
- Cementerio de Lomas de Zamora
- Municipalidad de Lomas de Zamora
- Estación Lomas de Zamora
- Estación Temperley
- COTO de Temperley
- Cancha De Temperley
- Estación Hospital Español
- Estación Turdera
- Bulevar Shopping
- Estación Adrogué
- Municipalidad de Almirante Brown
- Estación Claypole
- Estación Burzaco

## Pasajeros
| Año  | Pasajeros  | Pasajeros por día |
| ---- | ---------- | ----------------- |
| 2016 | 22 082 135 | 60 334            |
| 2017 | 21 390 702 | 58 605            |
| 2018 | 20 927 236 | 57 335            |